# بن کولر
بن کولر (انگلیسی: Ben Koller؛ زادهٔ ۲۹ ژوئیهٔ ۱۹۸۰) موسیقی‌دان اهل ایالات متحده آمریکا است. وی از سال ۱۹۹۷ میلادی تاکنون مشغول فعالیت بوده است.